# 세리노
세리노(이탈리아어: Serino)는 이탈리아 캄파니아주 아벨리노도의 코무네다.